# Pesti Vigadó
A Pesti Vigadó vagy röviden csak Vigadó Budapest belvárosában a Duna-parton található műemléképület, turisztikai látványosság és összművészeti rendezvényközpont. Helyén az 1849-es budai várostromig az osztrákok által a várból rommá ágyúzott klasszicista Redoute állt, hasonló funkciókkal. Az új román, bizánci és mór stílusú Vigadó épületet 1865-ben adták át.

## Története

### A Vigadó elődje – a Redoute
Buda visszafoglalása után Pest városa fejlődésnek indult, Budáról az egyetem, Pozsonyból egyes hivatalok áttelepítését követően megnőtt az igény egy nagyvilágias táncteremre.

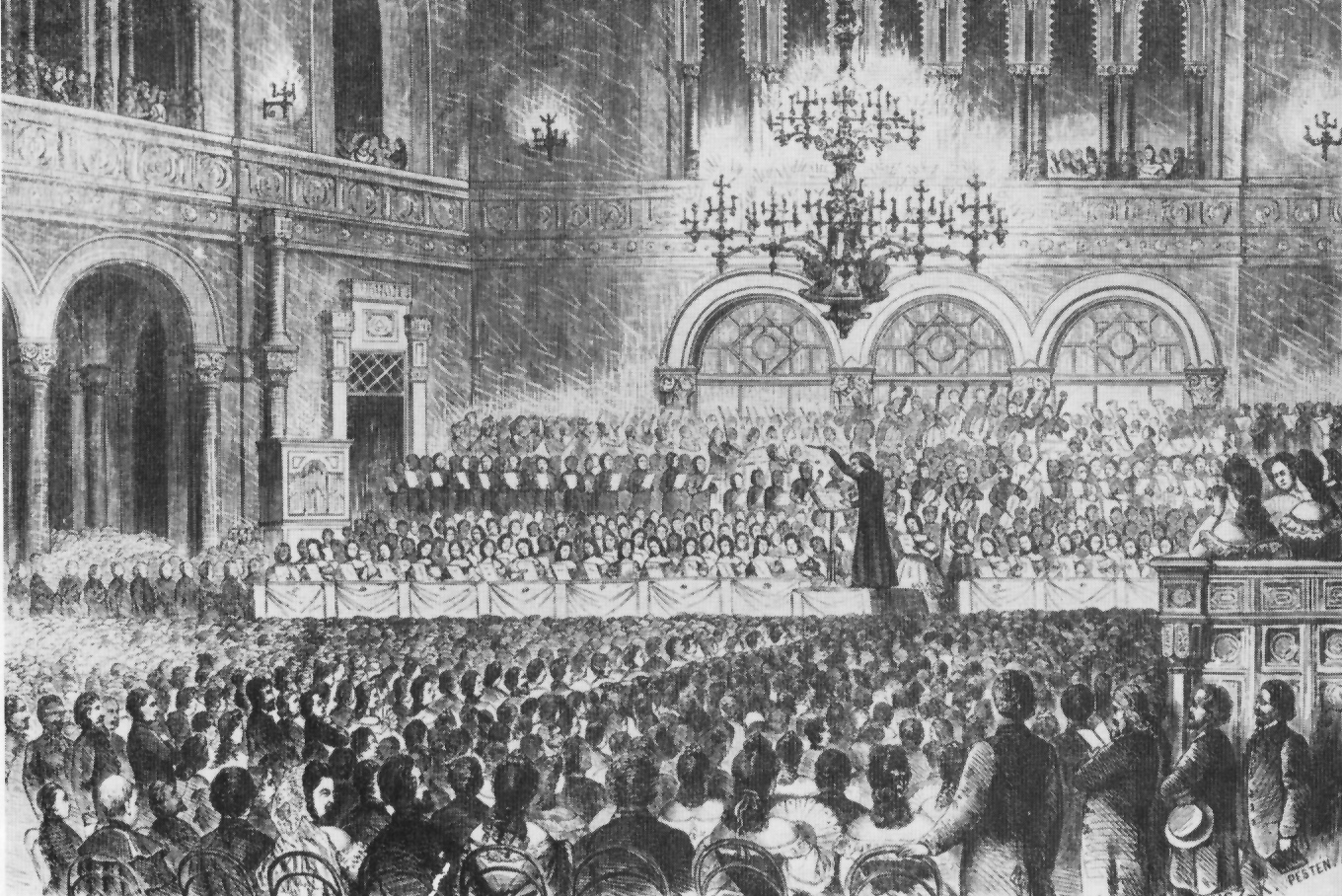
Liszt vezényel az árvízkárosultak megsegítésére rendezett koncertjén az egykori Redoute-ban (1839)

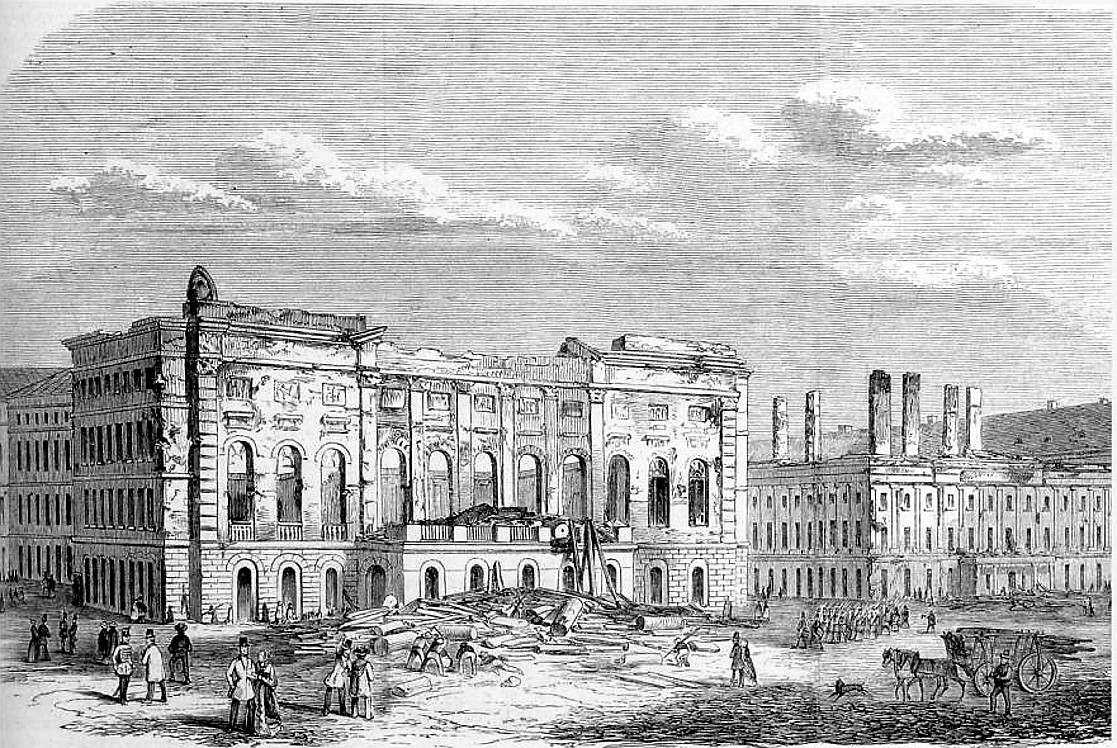
A szétbombázott Redoute épülete 1849-ben

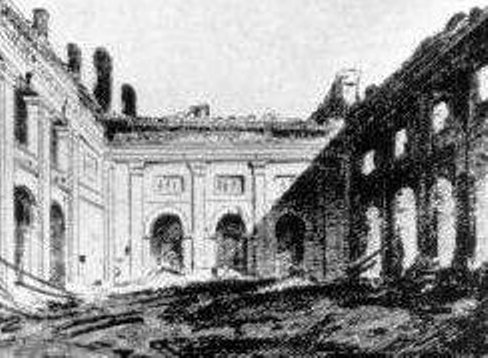
A Redoute nagyterme az 1849-es ágyúzás után (Fuchsthaller Alajos acélmetszete Feszl Frigyes rajza nyomán)

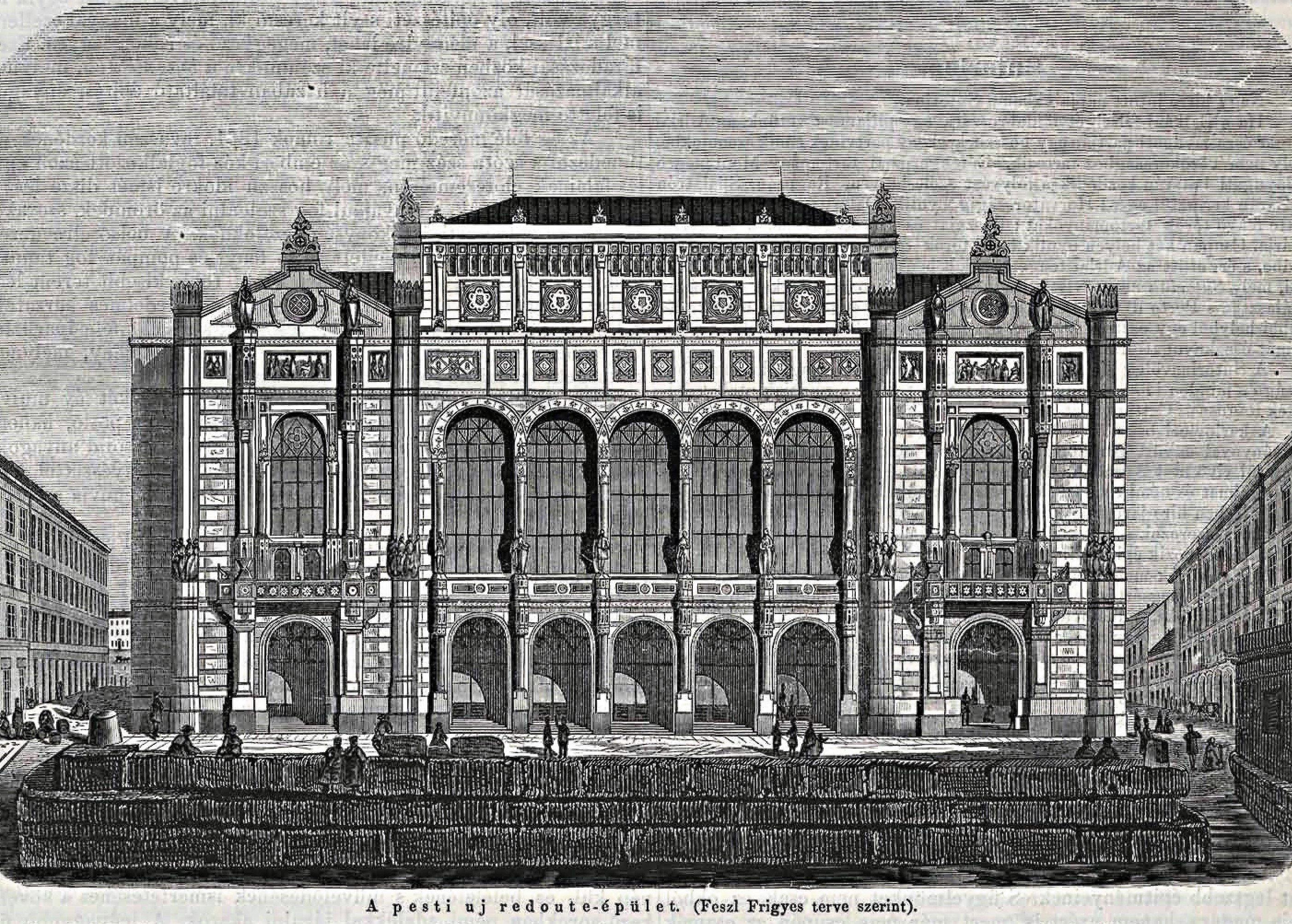
Az új pesti Redoute épülete 1862-ben

Végül Pollack Mihály tervei alapján 1829-ben indult el az építkezés, s 1833-ban nyílt meg a Redoute, a mai Vigadó elődje, a pesti klasszicista építészet csúcsteljesítménye. A korszakban ez volt Pest egyetlen koncertterme, amiben olyan neves személyek léptek fel, mint az idősebb és ifjabb Johann Strauss, Joseph Lanner, Erkel Ferenc vagy az 1838-as pesti árvíz  kapcsán adott jótékonysági koncerttel, 1839-ben Liszt Ferenc. E helyen nyílt meg Kossuth Lajos javaslata alapján 1842. augusztus 25-én az Első  Magyar Iparmű-kiállítás, amelyet egy hónap alatt közel tizenötezren tekintettek meg.
A Redoute az 1848–49-es forradalom és szabadságharcban is kiemelt szerepet kapott: Az Országos Honvédelmi Bizottmány időnként annak éttermében gyűlt össze, míg a koncertteremben ülésezett az 1848. július 5-én megnyílt első népképviseleti országgyűlés, amelynek július 11-ei ülésén Kossuth 200 000 főnyi katonát és ehhez szükséges „pénzerőt” kért, melyet egyhangúlag megadtak, így a szabadságharc folytatódhatott. Ezért szimbolikus lépésként, megtorlásként 1849 májusában a magyarok által ostromolt budai várat védő Hentzi osztrák generális a várból – a Duna-parti palotákkal együtt – szétlövette az épületet. Május 15-én végső csapást mért a Duna-parti klasszicista épületekre, ekkor a Redoute oszlopsora is ledőlt.

### Az új Vigadó épülete

#### Az építés előtörténete
A Pesti Városi Német Színház hontalan társulata (mivel az 1847-ben leégett) az épületben lépett fel, majd a Rómer Flóris régész, művészettörténész vezette gimnázium költözött az épületbe. 1853-ban Hild József kapott megbízást az új Redoute megtervezésére, azonban a munka nem kezdődött el forráshiány miatt. Feszl Frigyes 1859-ben kapott tervezői megbízást, majd 1860 tavaszán építési engedélyt, így július 25-én megkezdődtek a bontási műveletek, majd szeptembertől az alapozás.

#### A festmények
A keleti elemekkel elegyített romantikus épület nagy feltűnést keltett, s csakhamar az akkori főváros egyik legfontosabb kulturális, művelődési intézményévé vált. Ünnepi bál keretében avatták fel 1865. január 15-én, a város pedig február 20-án vette hivatalosan birtokba. A Vigadó lett az első, önkormányzati megrendelésre kifestett pesti középület: Lotz Károly és Than Mór számára megkötés volt, hogy csak a magyar regék közül választhatnak, így esett Lotz választása Árgírus királyfi és Tündér Ilona meséjére, amely a díszlépcsőt ékesíti, oldalt Than Mór allegorikus nőalakjai találhatóak. Egykor az Északi teremben volt látható Than Mór Attila lakomája és Wagner Sándor Mátyás legyőzi Holubárt című alkotása. Előbbi volt az első képzőművészeti alkotás, amely Arany János eposzát, a Buda halálát használta forrásként, utóbbi a második világháború során megsemmisült.

#### Az oszlopok, szobrok
A főhomlokzat oszlopainak elkészítését Alexy Károly szobrászművész kezdhette el. A szobrok anyagának kiválasztásában részt vett Henszlmann Imre műkritikus, valamint Clark Ádám, a Lánchíd építésvezetője, a budai Váralagút tervezője is. A nagyterem díszítőszobraira kiírt pályázatok alapján végül Strobl Alajos (Fandangó, Polonéz) és Bezerédi Gyula (Menüett, Csárdás) kapott megbízást, a négy alkotás közül a Menüett került a helyére legkorábban, 1885. december 24-én. Stroblnak a korszak legsikeresebb művésznői álltak modellt: a Fandangóhoz Hegyi Aranka, a Polonéz'hez Pálmay Ilka. Előbbit a Műcsarnok őszi tárlatán is láthatta a közönség. A Polonéz létrehozását időközben Strobl átadta tanítványának, Füredi Richárdnak, aki az 1900. évi párizsi világkiállításon is ezzel a művel szerepelt.
A kisteremben konkrét személyeket formáltak meg, egy-egy témát illusztrálva. Donáth Gyula, Kiss György, Szécsi Antal és Vasadi Ferenc művei a Népdal, a Szavalat, a Népzene és a Magyar zene Füredi Mihály színész, Lendvay Márton színész, Bihari János zeneszerző, hegedűművész és Tinódi Lantos Sebestyén alakjának megörökítésével jöttek létre.

### A Vigadó rendezvényei, története
A Pesti Vigadó többféle célt is szolgált: a 19. században ünnepi és jótékonysági bálokat, ünnepi fogadásokat, köszöntőket rendeztek, s számos komolyzenei előadás helyszíne volt. Ezek közül több a magyar történelem kiemelt pillanati közé tartozott.
Ferenc József király 1865-ös látogatásakor a pesti polgári választmány itt adott ünnepélyes zeneestélyt, míg egy évre rá az uralkodó tiszteletére rendezett bált a császári pár nyitotta meg, Székely Bertalan festőművész pedig a helyszínen örökítette meg az eseményt! A legtöbben egyszerre A művészet farsangja címet viselő 1865. február 6-án megrendezett jelmezes táncestélyen vehettek részt, akkor háromezren voltak az épületben. 1893-ban jelmezes művészestélyre került sor, ahol Jókai Mór regényalakjait kellett megjelentetni, majd egy évre rá 1894. január 6-án itt ünnepelték Jókai ötvenéves írói jubileumát. A felvidéki közművelődési egyesület javára 1895-ben élőképeket rendeztek, megidézve több történelmi személyt (Attila, Szent István, Könyves Kálmán, Nagy Lajos udvara Arany Toldijának alakjaival), ahol az egyes képeket magyarázó szöveget Jászai Mari mondta el. Az új Vigadó épületét Mikszáth Kálmán 1898-ban írt, a 90-es években játszódó Új Zrínyiász című regényében még Redoute-ként emlegetik.

#### Budapest megszületése
1873-ban az épületben született meg Buda, Pest és Óbuda egyesítésével Magyarország új fővárosa, Budapest. Október 25-én, az akkori kisteremben tartotta alakuló gyűlését az új, egyesített, fővárosi képviselő-testület, az ülésen választották főpolgármesternek Ráth Károlyt, a Budapesti Király Ítélőtábla alelnökét. A polgármester Kamermayer Károly, volt Pest városi tanácsnok, az első alpolgármester Gerlóczy Károly közigazgatási szakember lett. A három település hivatali apparátusát is egyesítették, azóta november 17-e Budapest hivatalos születésnapja. Az ünnepi alkalomra rendezett ünnepségen előadták Liszt Ferenc Krisztus oratóriumát. Budapest születésének 50. évfordulója alkalmából, 1923. november 19-én Dohnányi Ernő vezényletével a Palestrina kórus mutatta be Kodály Zoltánnak erre az alkalomra írt művét, a Psalmus Hungaricust, amely akkor még az 55. zsoltár nevet viselte.

#### Liszt Ferenc és a Vigadó
Talán nincs még egy épület a világon, ahol annyiszor lépett volna föl Liszt Ferenc, mint a Vigadóban. Közös múltjuk még a Redoute-ban kezdődött, 1839-ben, s a Vigadó felépítése után is hamarosan játszott itt.

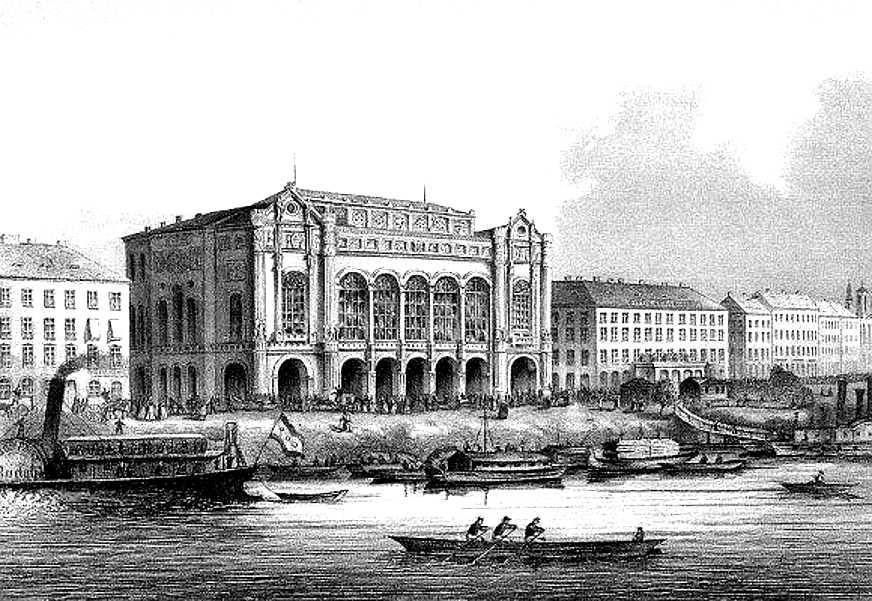
Ludwig Rohbock metszete, 1860

A Vigadó 1865-ös megnyitása évében máris több fontos eseménynek helyszínéül szolgálhatott. Itt hangzott el elsőként Pesten teljes terjedelmében Beethoven IX. szimfóniája a Filharmóniai Társaság 1865. március 25-én adott hangversenyén – Erkel Ferenc karnagy emlékül ezüst karmesteri pálcát kapott. Liszt egyik első itteni fellépését a helyszínen hallgatta meg ifjabb ifj. Alexandre Dumas, majd télen maga is a Vigadó vendége volt, amikor franciául szavalta Petőfi Sándor verseit. A Pest-Buda Zenede fennállásának 25. évfordulója alkalmából tartandó előadás-sorozat részeként pedig, augusztus 15-én a szerző vezényletével itt adták elő Liszt Szent Erzsébet legendája című oratóriumát. A hangversenyt a helyszínen hallgatta meg Smetana cseh zeneszerző, rajzban megörökítette Székely Bertalan.
1869. április 26-án itt tartották Liszt első önálló szerzői estjét is, melyen elhangzott a Dante-szimfónia, valamint a szerző vezényletével a Koronázási mise – ez volt a mise első nyilvános, Liszt által vezényelt előadása az 1867-es koronázás óta. A zenekarban Erkel Sándor, Erkel Ferenc fia kezelte az üstdobokat, Huber Károly zeneszerző, Hubay Jenő édesapja, a bécsi opera hangversenymestere és Reményi Ede hegedült, Mosonyi Mihály zeneszerző nagybőgőzött. 1870-ben világszerte megünnepelték Beethoven születésének századik évfordulóját, idehaza Erkel Ferenc iránymutatásával valósultak meg a programok, amelyek részeként december 16-án Liszt vezényletével díszhangversenyt adtak. Ezen Reményi Ede játszotta Beethoven Hegedűversenyében a szólót. A megszabadított Prométheusz budapesti bemutatóját szintén a Vigadóban tartották. 1875. március 10-én Liszt és Wagner közös hangversenyére került sor, amit a bayreuthi színház (Festspielhaus) építési tőkéjének gyarapítására rendeztek. Ekkor volt Liszt művének, A strassburgi harangoknak az ősbemutatója is. 1881-ben ünnepelték Liszt 70. születésnapját, ez alkalomból Hans von Bülow tartott ünnepi Liszt-estet, melyen részt vett a hallgatóság soraiban Brahms is. Az idős mester utoljára 1885. április 1-jén járt a Vigadóban, egy vonósnégyes koncertjén.

#### A Vigadó kiemelkedő zenei élete

A Székesfővárosi Zenekar és a Budapesti Kórus hangversenye a Vigadóban 1943-ban. Szólisták László Magda, Basilides Mária, Rősler Endre és Rissay Pál a Magyar Állami Operaház énekesei.

A Filharmóniai Társaság együttese a Pesti Vigadót tekintette otthonának annak elkészülte után, eleinte többször vezényelte itt a zenekart Erkel Ferenc, majd 50. éves karmesteri ünnepére 1888. december 16-án, 80. születésnapja megünneplésére pedig 1890. november 1-jén került sor. Ezen Jókai Mór és Királyi Pál mondta az ünnepi beszédet. Egyúttal ez volt a zeneszerző-karnagy utolsó nyilvános fellépése is a Vigadóban.
A fővárosban megforduló neves személyiségek is mind sorra felléptek a Pesti Vigadó Hangversenytermében. Fellépett többek közt: Johannes Brahms, Camille Saint-Saëns, Claude Debussy, vezényelt Bruno Walter, Sergio Failoni, Erich Kleiber, Charles Münch, Ernest Ansermet, Pietro Mascagni – aki eljátszotta Souvenir Budapest című keringőjét -, valamint Emil Sauer, Vladimir Horowitz és Arthur Rubinstein szólisták is megfordultak itt. Dvořák pedig saját szimfóniáját vezényelte, Ibsen tiszteletére díszvacsorát adtak. A Vigadóban mutatták be Honegger Dávid király oratóriumát, Emil Sauer zongoraművész itt ünnepelte 70. születésnapját. Zajos sikert aratott Paul Robeson, Fjodor Saljapin, Tito Schipa, Benjamino Gigli, Toti dal Monte, Marian Anderson, Jasha Heifetz. Pablo Casals gordonkaművész 1911 és 1937 között rendszeresen visszatért. Az utolsó külföldi vendégművész Herbert von Karajan karmester volt, 1944-ben.
Itt adta első önálló koncertjét Dohnányi Ernő, majd 1905. március 15-én Bartók Béla ült a zongorához, s eljátszotta Kodály Zoltán Marosszéki táncok című művét, hogy másfél évtized múlva itt mutassa be Rapszódiáját, éppen Dohnányi vezényletével! Fischer Annie, az 1933-as nemzetközi Liszt-zongoraverseny győztese egy évvel korábban debütált az épületben.

#### Kultúra és technika a Vigadóban
1898-ban a norvég Fridtjof Nansen tartott előadást északi-sarki felfedező útjáról, 1909 októberében pedig kiállították Blériot repülőgépét, amellyel az év júliusában elsőként átrepülte a La Manche csatornát. Budapesten 1882-ben itt mutatkozott be az izzólámpás villanyvilágítás, ekkor ideiglenes berendezést szereltek fel az épületben.
A 20. század elején még nem terjedt el az általános, titkos választójog, s mivel erre több esély kínálkozott, mint Ausztriában, 1913-ban a Vigadóban tartották a Nők Választójogi Szövetségének világkongresszusát. A helyszínt a főváros ingyen bocsátotta a szervezet rendelkezésére, s minden külföldi résztvevő kapott egy Fővárosi Emlékalbumot is.

### Élet a pusztítás árnyékában
A II. világháborúban az épületegyüttes súlyos sérüléseket szenvedett, sokáig vitatott volt hogy sor kerül-e az újjáépítésre – a Magyar Dolgozók Pártja vezetői inkább szocreál stílusú épületmonstrumot szerettek volna emelni az elpusztult szállodasor és a Vigadó helyére, s meg is születtek a tervek a műemléki lépcsőház elbontásával. Ekkor már Borsos László vezetésével zajlott a főhomlokzat rekonstrukciója, a Vigadót pedig felvették a műemlékjegyzékbe: így a lépcsőház, a hármas teremsor és az előcsarnok megmenekült, csak az oldalhomlokzat lebontását fogadta el a műemlékes és építész szakma. Azonban a pénz nem állt rendelkezésre, így újabb és újabb tervek születtek csak a romok kezelésére. Az ötvenes évek végén engedélyezték egy háromezer fő befogadására alkalmas koncertterem megtervezését is azzal a kikötéssel, hogy a Vigadó műemléki részébe helyezzék el a lebontásra ítélt Nemzeti Szalon funkcióit is. Kádár János és hívei ugyanakkor folyamatosan hangoztatták, hogy a Vigadó állapotának fenntartása és helyreállítása helyett inkább iskolát kellene építeni. Szerencsére demagógiájuk nem vezetett eredményre, s a homlokzatot 1966-ra rekonstruálták.

#### A Vigadó 1980-as felújítása

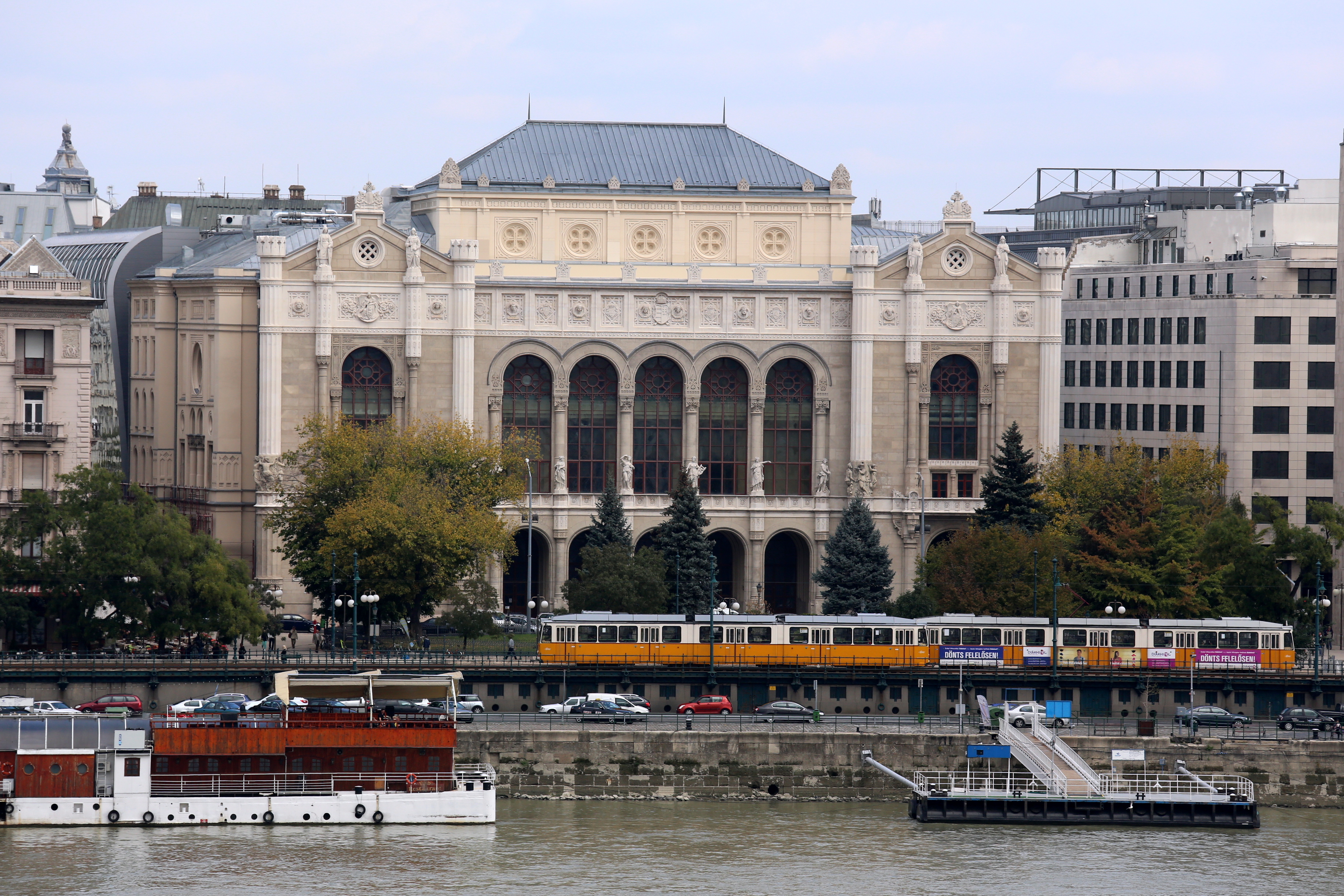
A Pesti Vigadó 2013-ban

Tiry György építész és Potyondi Margit belsőépítész tervei alapján végül, 1968-ban hozzáláttak a felújításhoz, jelentősen redukált igényekkel – eközben még mindig nem volt eldöntve, mit is kezdjenek az épülettel, mire használják. A szakemberek véleménye ellenére lebontották az első emeleti, öntöttvas oszlopos éttermet, megszűnt az Ybl-üvegajtó, a földszinti tereket vasbeton födémekkel tagolták. Az egykori Csemegetár helyére büfé, fölé kamaraterem és zenészváró valamint a hanglemezgyár felvevőhelye került. Lebontották a korábban helyreállított déli oldalszárnyat, a földszinti helyiségeket harsány színűre festették, a faragott oszlopok egy része betonköpenyt kapott. Az eredetileg a nagyterem fölé helyezendő Nemzeti Szalon kiállítótermét a korábban kávéházként üzemelő földszinti területre helyezték, így jött létre gyakorlatilag a Vigadó Galéria.
A nagyterembe álmennyezetet terveztek, amit koncertek idején engedtek volna csak le, így érték volna el a jobb akusztikát. A kivitelezés azonban olyan bonyolult lett volna, hogy ezt elvetették, és a terem végül öt méterrel alacsonyabbá vált. A munkálatok csak 1976-ra fejeződtek be, ekkor kezdődhetett a festészeti restaurálás. A nagyterembe az eredeti szobrok újrafaragása helyett az Arany János utca 16. számú házban található hét vezér figurája közül lemásoltak négyet, a díszterem előtti folyosóra pedig két táncosnőszobrot hoztak a Vámház körút (akkoriban Tolbuhin krt.) 12. számú bérház udvaráról. A díszlépcsőházban található mennyezeti ablak (opeion) is ekkor került a helyére, ezt Hock Ferenc alkotta, a konzolasztalokat és csillárokat viszont Feszl eredeti tervei alapján gyártották újra, ahogyan fotók alapján a kandelábereket is. A falakra barnás Graboflex tapéta, a padlóba tardosi vörös, nicosiai és ruskicai fehér márvány került. A felújítás után a Vigadó 1980. március 15-én nyitotta meg kapuit, már nem bálteremként. hanem reprezentatív kiállítóhelyként, szórakoztató központként, ahol komoly- és könnyűzenei koncertekre is sort keríthettek.

#### A Vigadó Galéria
A Vigadó Galériában az első tárlat megnyitására 1980 áprilisában került sor, s mivel a Nemzeti Szalont lebontották, ez vált a magyar kortárs képzőművészet egyik legfontosabb bemutatóhelyévé. Olyan személyek műveit mutatták itt be, mint Czóbel Béla, Hincz Gyula, Martyn Ferenc, Márffy Ödön, Szervátiusz Jenő, Tóth Menyhért.

#### Koncertterem, Kamaraterem
Habár már nem ez volt Budapest egyetlen helye, sem a legnagyobb, mégis fellépett itt Cziffra György (zongoraművész), Kovács Dénes, Perényi Eszter, Szenthelyi Miklós, Szvjatoszlav Richter, Jelena Obrazcova, Jevgenyij Nyeszterenko vagy éppen Zorán, a Rajkó zenekar, a Magyar Állami Népi Együttes és a Benkó Dixieland Band. A ’90-es években egyre többször csendült fel operett, musical, magyar nóta. Ez volt a helyszíne az Interoperett hagyományteremtő újévi koncertjeinek is, ahogyan itt mutatták be 1997-ben Balassa Sándor zeneszerzőnek az 1956-os forradalom emlékére komponált szimfonikus költeményét (301-es parcella, op. 58) is.
A rendszerváltás előjeleit mutatta, amikor az 1986 novemberében a Magyar Írószövetség közgyűlésén nyílt vitát követően a vezetőséget leváltották.
A régi szépségét vesztett épületet végül 2004-ben be kellett zárni, s ekkor már a műemléki szempontokat figyelembe vevő, az eredeti állapotokat visszaállító felújítás vette kezdetét.

### Világpremierek a Vigadóban
- Himnusz, Liszt Ferenc zenekari változata, 1873, Liszt Ferenc vezényletével[6]
- Szózat Liszt Ferenc zenekari változata 1873, Liszt Ferenc vezényletével[7]
- Johannes Brahms: 2., B-dúr zongoraverseny, 1881. november 9., Budapesti Filharmóniai Társaság Zenekara, Brahms szólistaként játszott
- Gustav Mahler: 1., D-dúr szimfónia, 1889. november 20., Budapesti Filharmóniai Társaság Zenekara, Mahler vezényletével
- Kodály Zoltán: Psalmus Hungaricus, 1923. november 19., Palestrina kórus, Dohnányi Ernő vezényletével
- Bartók Béla: Táncszvit, 1923. november 19.,Dohnányi Ernő vezényletével
- Dohnányi Ernő: Ünnepi nyitány, 1923. november 19., Dohnányi Ernő vezényletével

## Galéria

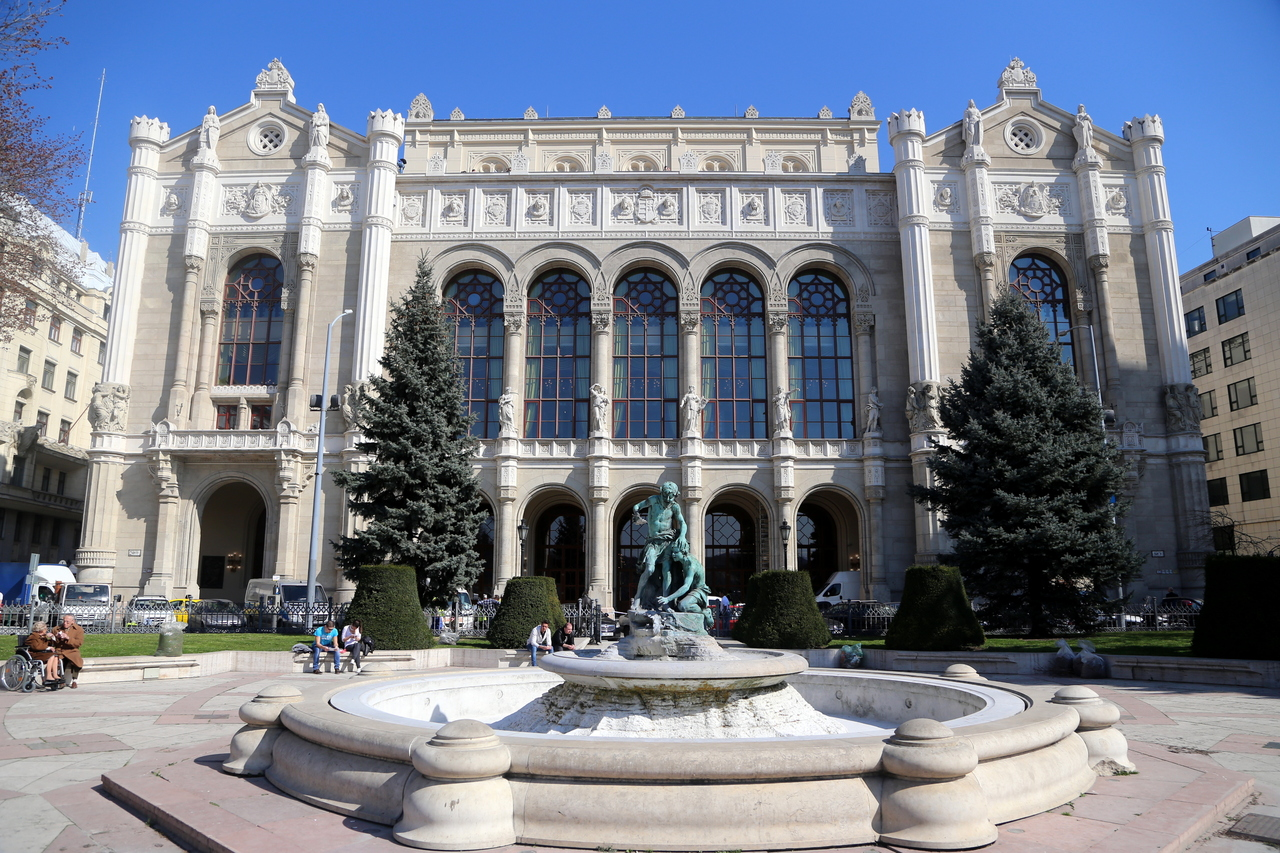
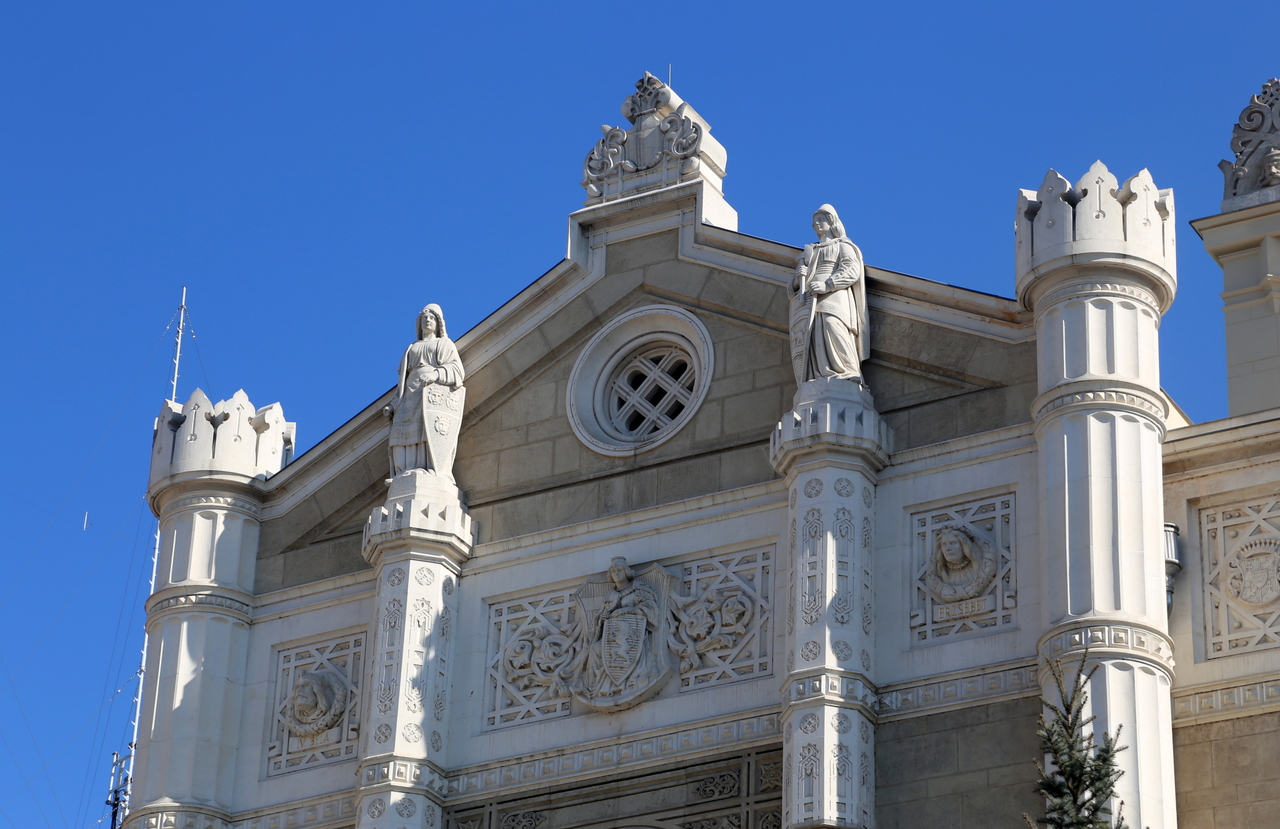
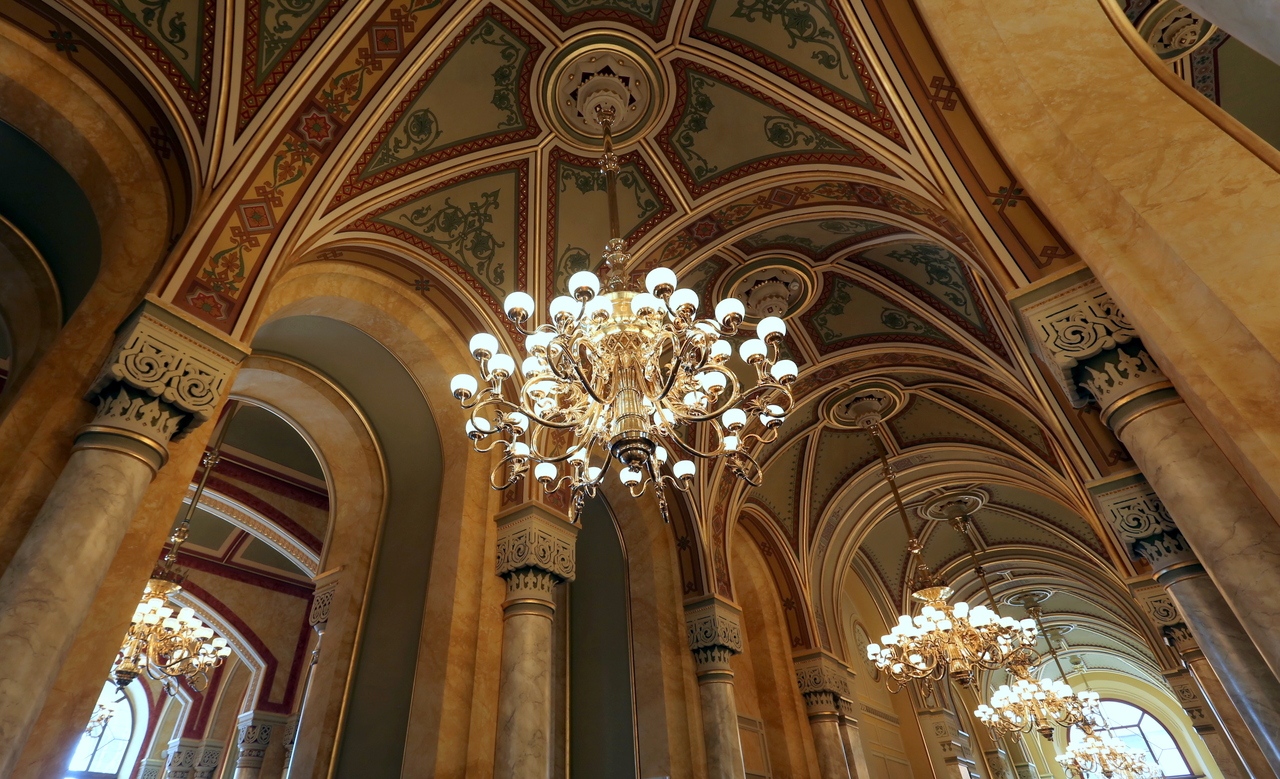
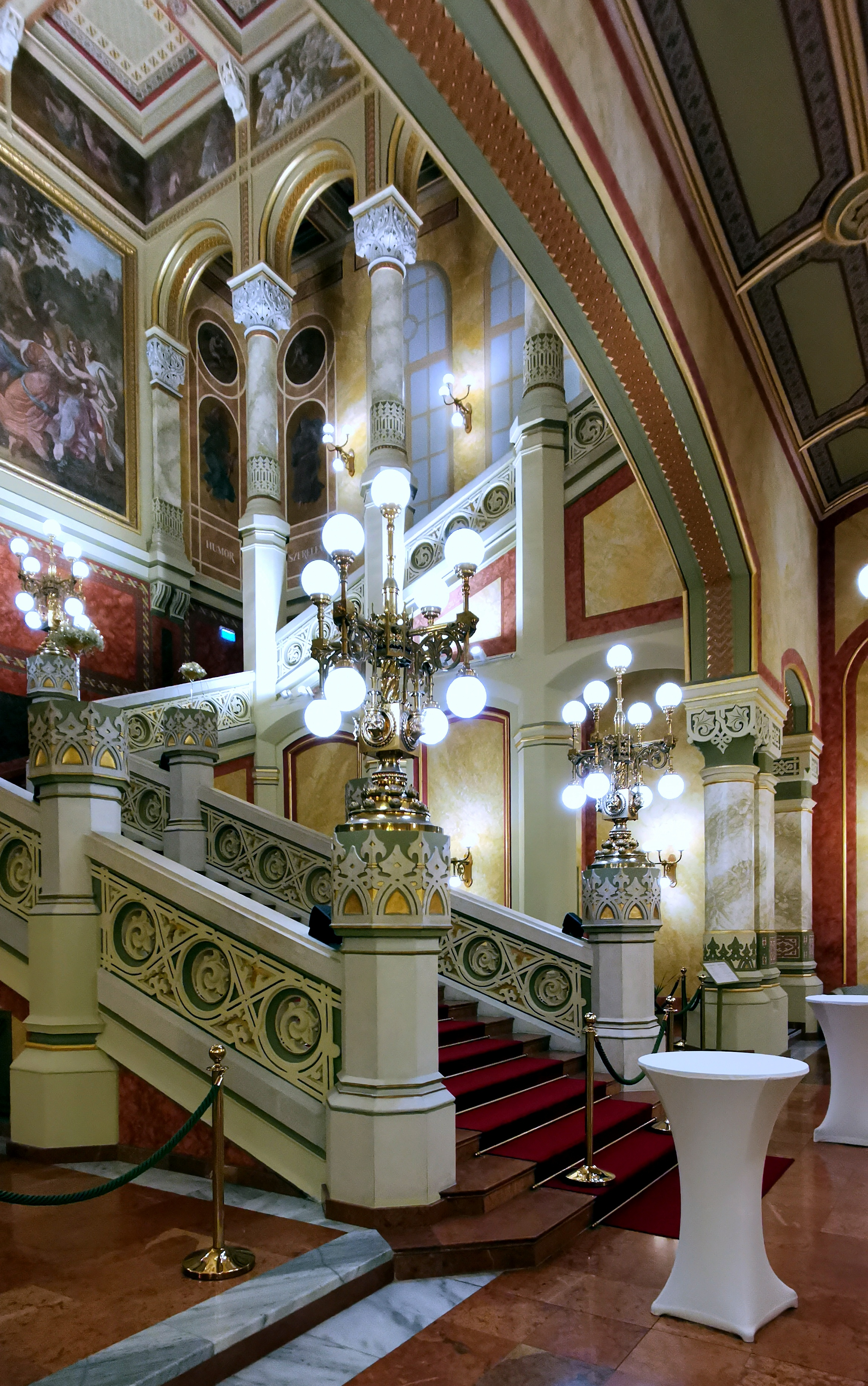
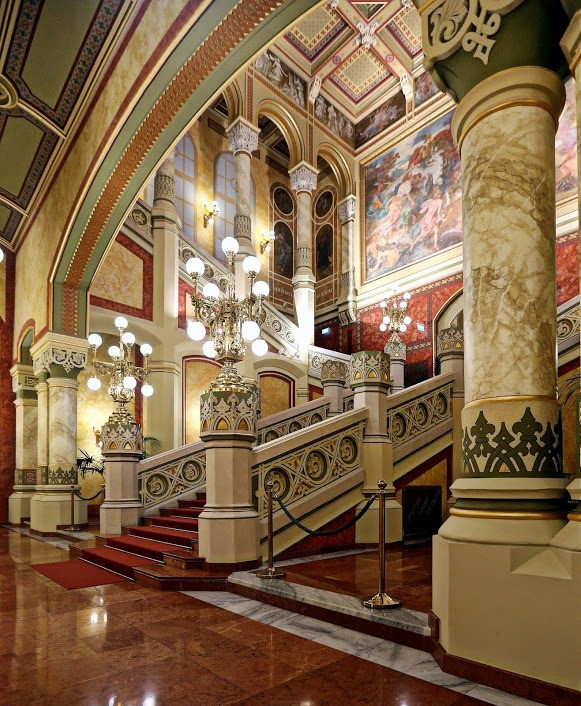
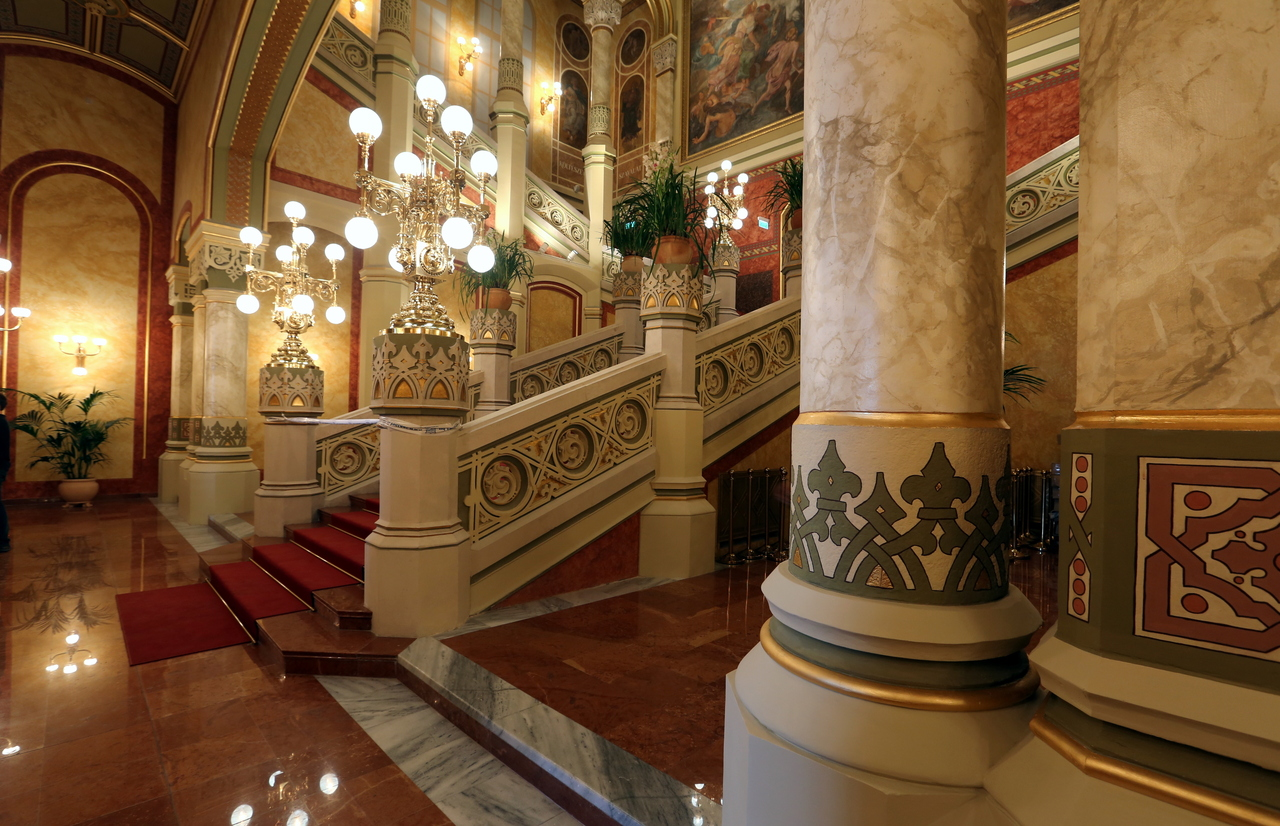
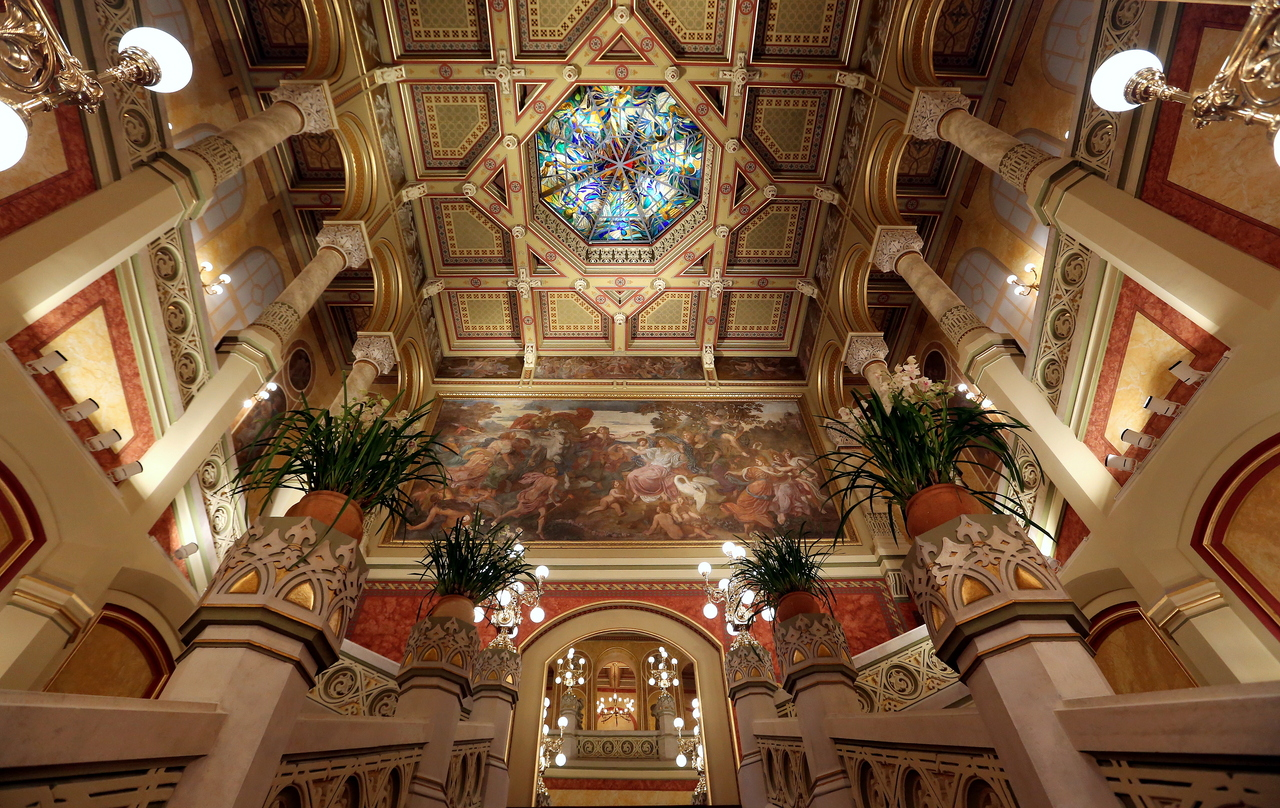
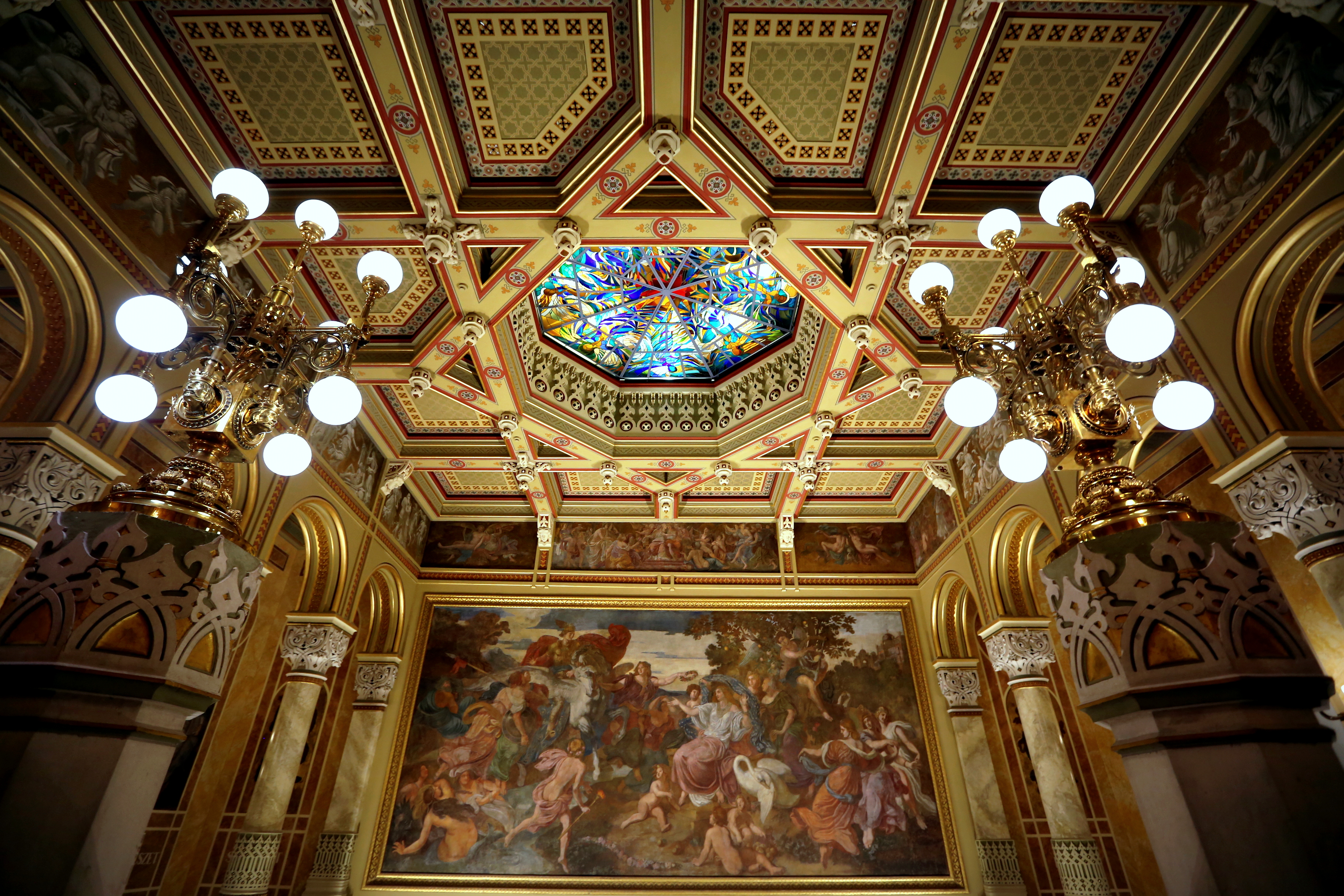
A dísz-lépcső mennyezete és homlokzati falkép
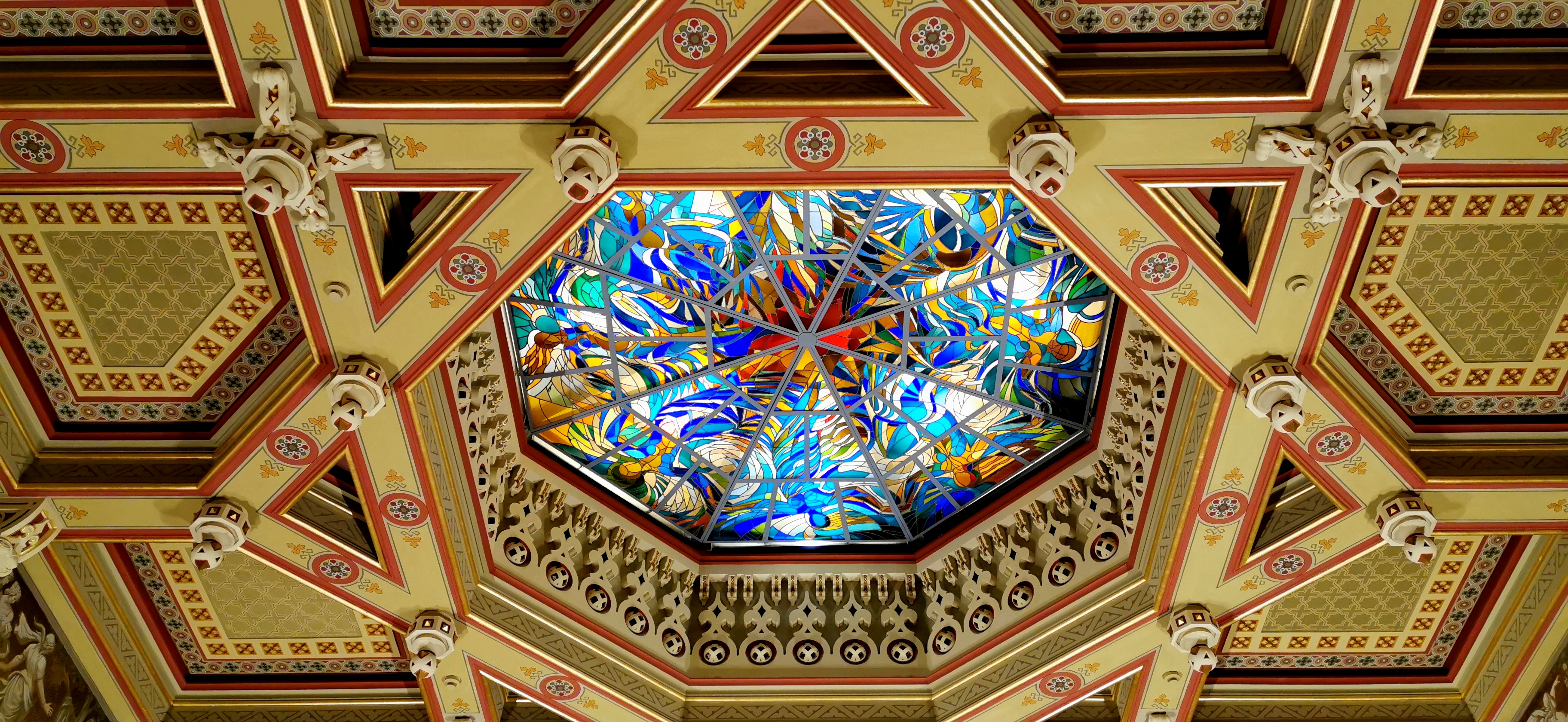
A dísz-lépcső feletti színes ablak
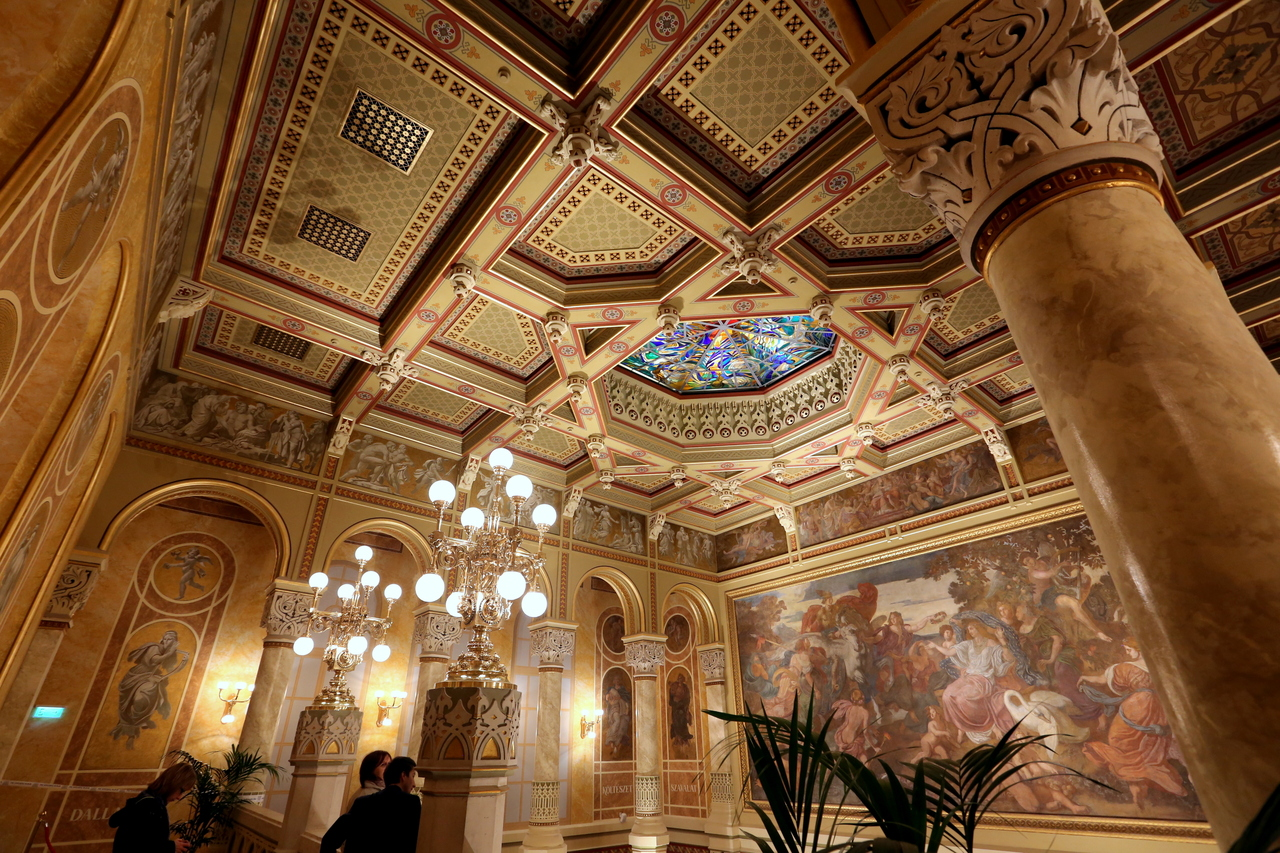
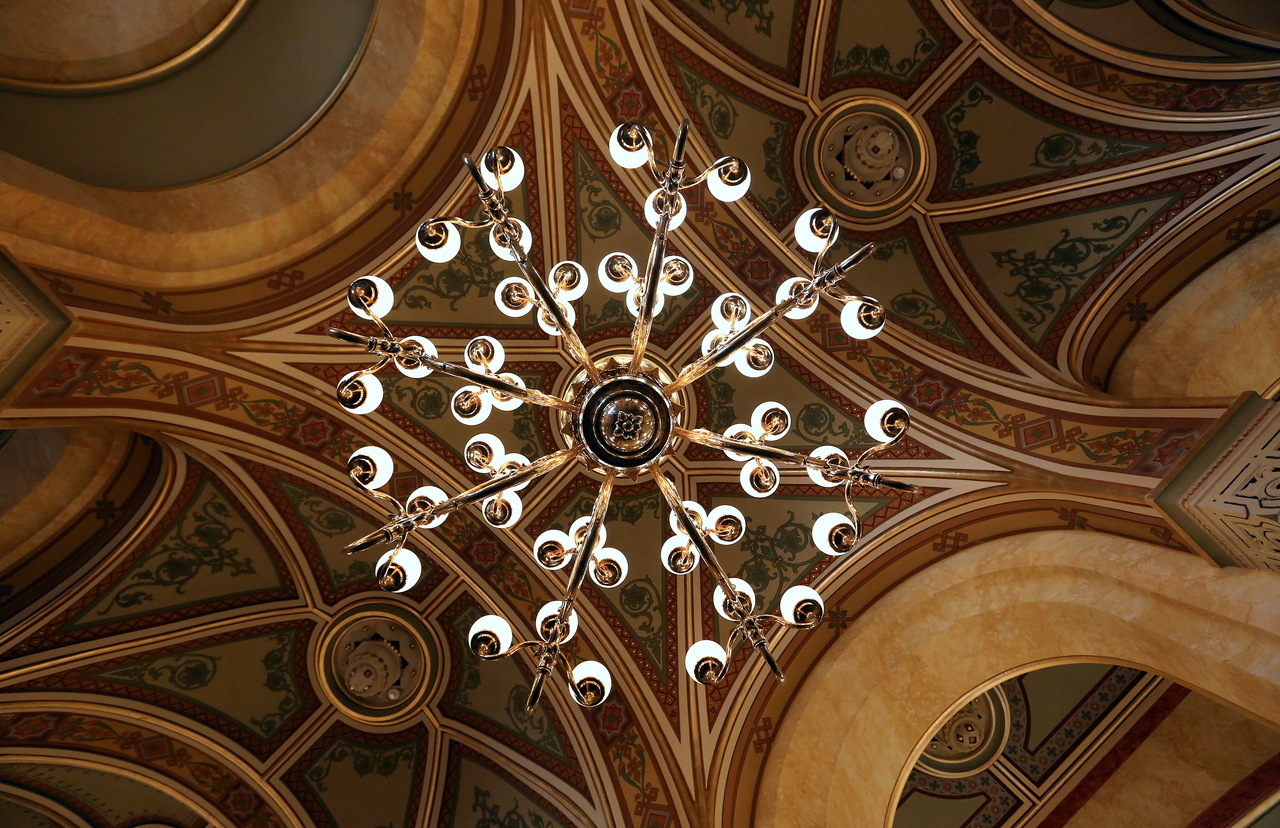
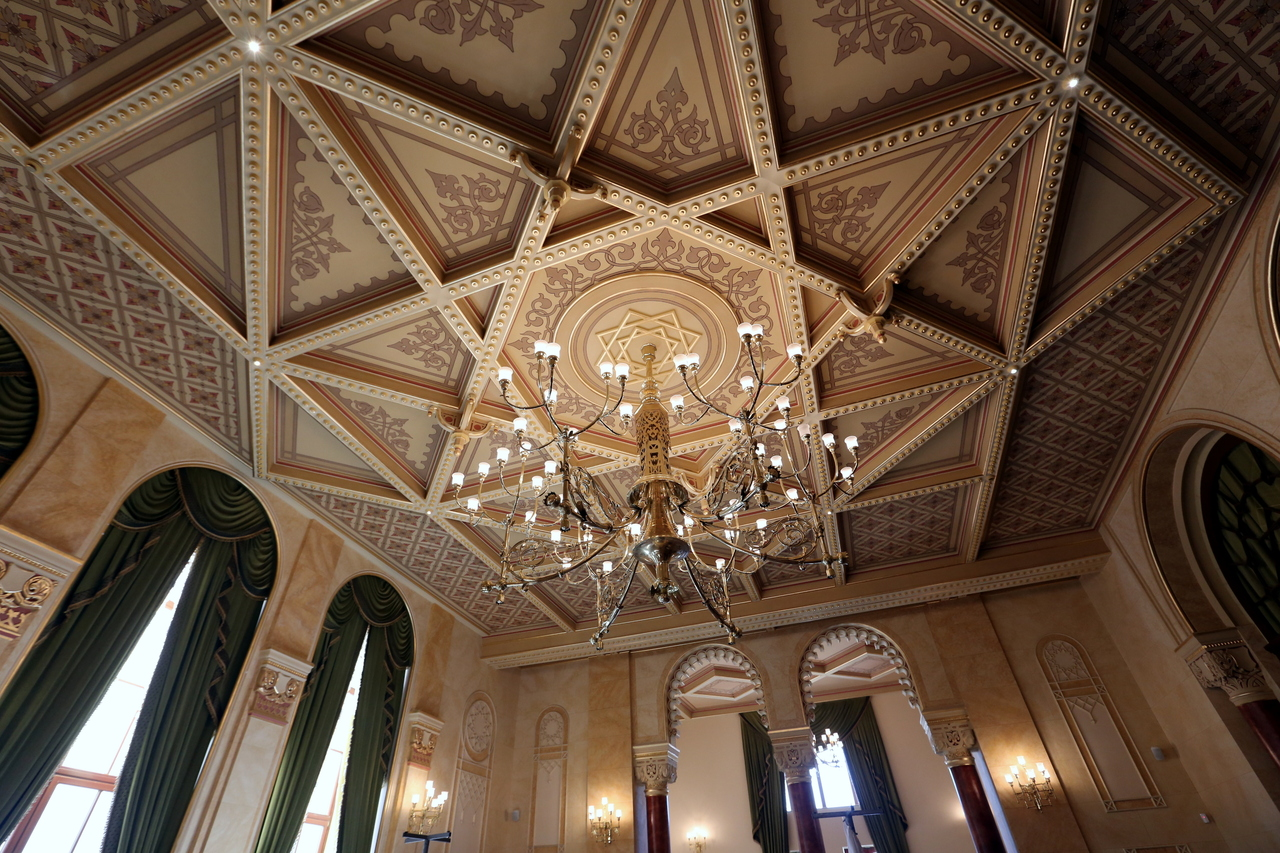
A kisebb terem mennyezete az 1. emeleten
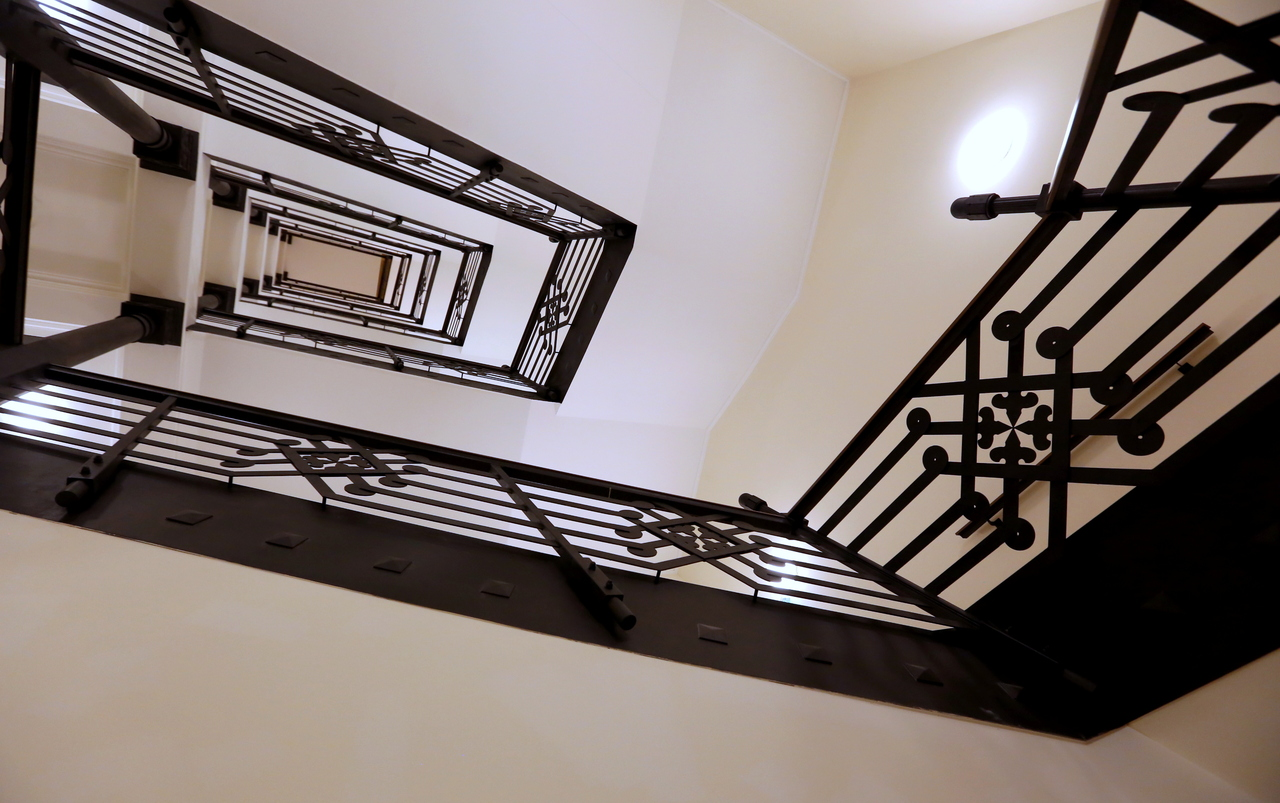
Mellék-lépcső